# Tadeusz Hroboni
Tadeusz Marian Hroboni (ur. 2 stycznia 1905 w Stryju, zm. 31 lipca 1986) – polski chirurg, specjalista chirurgii dziecięcej, lekarz w powstaniu warszawskim.

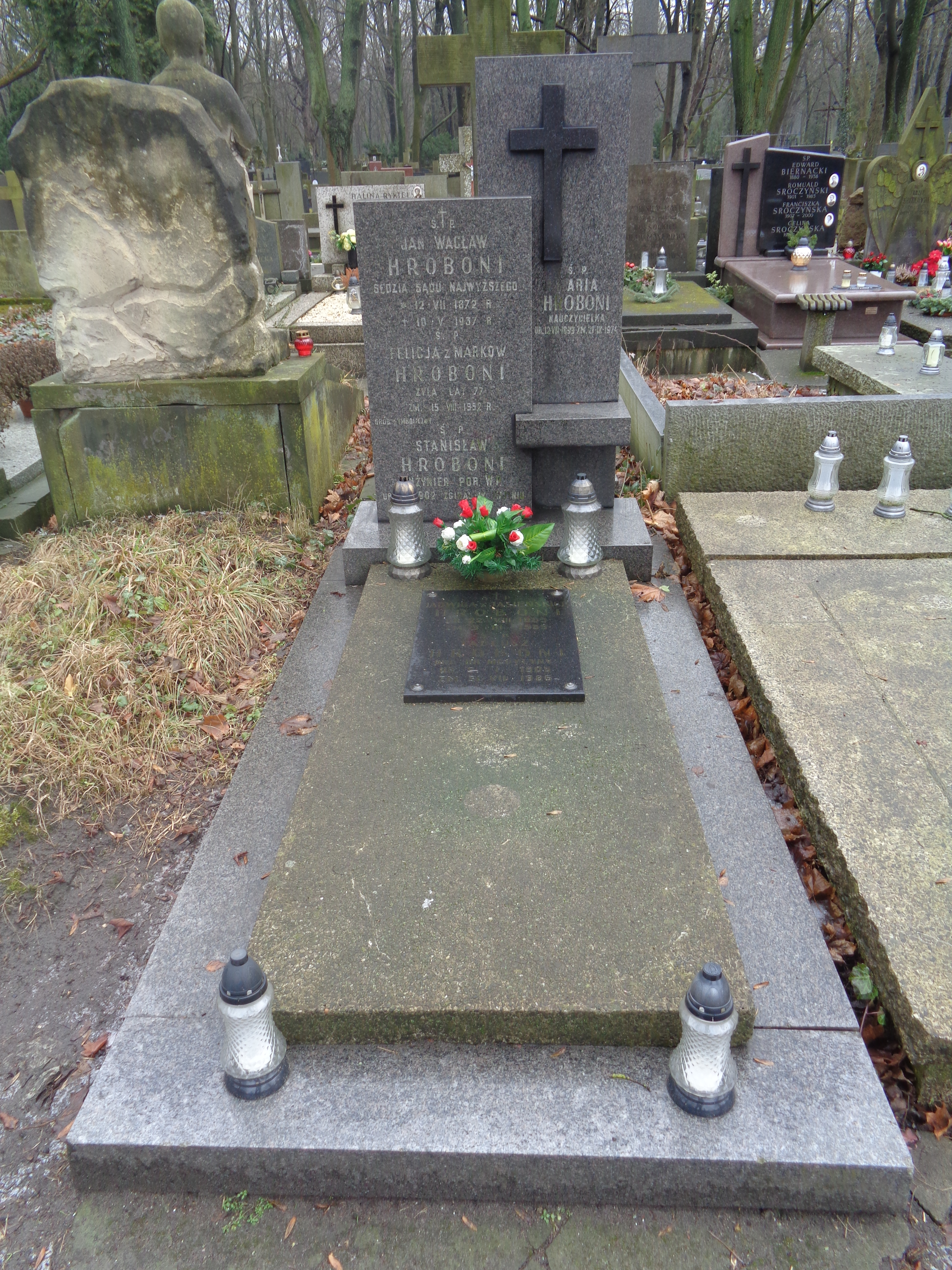
Grobowiec rodziny Tadeusza Hroboniego

## Życiorys
Tadeusz Marian Hroboni urodził się 2 stycznia 1905 w Stryju. Był synem Jana (1872-1937, prawnik, sędzia) i Felicji z domu Marek (zm. 1952). Miał brata Stanisława (1902-1940, inżynier mechanik, oficer Wojska Polskiego, ofiara zbrodni katyńskiej), siostrę Zofię (zm. w 1917 w wieku 9 lat). Wraz z rodziną mieszkał w Sanoku przy ulicy Jana III Sobieskiego nr 207 (pod tym samym adresem zamieszkiwała rodzina Zygfryda Gölisa).
W 1923 zdał egzamin dojrzałości w Państwowy Gimnazjum im. Królowej Zofii w Sanoku (w jego klasie byli m.in. Józef Galanka, Jerzy Gölis, Jan Pudełko). Był harcerzem sanockiego hufca, w 1923 drużynowym I Drużyny im. hetmana Stanisława Żółkiewskiego w Sanoku (jego poprzednikiem na tym stanowisku był jego brat Stanisław). Uchwałą Rady Miejskiej w Sanoku z 1924 został uznany przynależnym do gminy Sanok. Kształcił się w Szkole Podchorążych Sanitarnych w Warszawie (nauka przerwana). Studia medyczne pierwotnie przerwał po IV roku, następnie dokończył.
Do 1939 pracował w Warszawskim Szpitalu dla Dzieci przy ulicy Mikołaja Kopernika 43. W latach 30. zajmował się pioniersko usamodzielnieniem dziedziny chirurgii dziecięcej (wraz z nim Jan Kossakowski, Edward Drescher, A. Maciejewski).
Po wybuchu powstania warszawskiego pracował w Szpitalu Dziecięcym z konieczności zamienionym w szpital chirurgiczny. Ponadto pracował jako lekarz chirurg w Szpitalu im. Karola i Marii przy ul. Leszno 136 w Warszawie służąc w oddziale „Bakcyl” (Sanitariat Okręgu Warszawskiego Armii Krajowej) - III Obwód "Waligóra" (Wola) Warszawskiego Okręgu Armii Krajowej - z polecenia szefa Sanitariatu Kedywu KG AK mjr. "Skiby" kierował zespołem chirurgicznym. Uchodził za niezwykle utalentowanego lekarza. 6 sierpnia 1944 Niemcy zajęli szpital przy ul. Leszno 136, wypędzili personel, kierując go do Szpitala Wolskiego przy ul. Płockiej 26 (którego personel, ranni i chorzy zostali uprzednio wymordowani przez Niemców). Tam Tadeusz Hroboni objął oddział chirurgiczny i prowadził go do powrotu dra Leona Manteuffla 9 września 1944, po czym współpracował z nim do czasu ewakuacji Szpitala Wolskiego pod koniec października 1944. Wykonując swoje obowiązki Tadeusz Hroboni był konwojowany przez Niemców z ul. Płockiej 26 na ul. Wolską 37. Po upadku powstania wraz z rannymi opuścił Warszawę.
Po wojnie powrócił do niej. Był świadkiem w sprawach o przyznanie rent bądź praw kombatanckich byłym pacjentom oraz powstańcom warszawskim. Pod jego nadzorem w 1947 został ponownie otwarty Szpital im. Karola i Marii w nowej siedzibie przy ulicy Działdowskiej 1. Był pierwszym po wojnie ordynatorem chirurgii - kierownikiem Kliniki Chirurgii Dzieci Akademii Medycznej w Warszawie do 1972 (obecnie Samodzielny Publiczny Dziecięcy Szpital Kliniczny w Warszawie). Po przejściu na emeryturę Tadeusza Hroboniego, jego następczynią została prof. Irena Smólska (obecnie jest to II Katedra i Klinika Kardiochirurgii i Chirurgii Ogólnej Dzieci jako jednostka II Wydziału Lekarskiego Warszawskiego Uniwersytetu Medycznego).
Był adiunktem chirurgii. Jednym z jego uczniów był Tadeusz Faryna. Tadeusz Hroboni uzyskał stopień docenta doktora habilitowanego.
Zamieszkiwał przy ulicy Marszałkowskiej 140 w Warszawie. Zmarł 31 lipca 1986. Został pochowany w grobowcu rodzinnym na cmentarzu Powązkowskim w Warszawie (kwatera 315-6-18). Był żonaty z Jadwigą z domu Jasieńską (1905-1986).

## Publikacje
- Przypadek karcinoidu (rakowiaka) wyrostka robaczkowego u dziecka (1936)[31]

## Odznaczenia
- Złoty Krzyż Zasługi (9 lipca 1954, za zasługi w pracy zawodowej w dziedzinie służby zdrowia)[32]
- Medal 10-lecia Polski Ludowej (22 lipca 1955, na wniosek Ministra Zdrowia)[33]